# فردريكسبورغ (أوهايو)
فردريكسبورغ (بالإنجليزية: Fredericksburg, Ohio)‏ هي منطقة سكنية تقع في الولايات المتحدة في مقاطعة وين، أوهايو. يقدر عدد سكانها بـ 423 نسمة ومساحتها 0.88 كم2 وترتفع عن سطح البحر 296 متر.

## التركيبة السكانية
قام مكتب تعداد الولايات المتحدة بتحديد بيانات التركيبة السكانية لفردريكسبورغ في تعداد الولايات المتحدة. في ما يلي، التركيبة السكانية حسب تعدادي 2000 و2010.

### تعداد عام 2000
بلغ عدد سكان فردريكسبورغ 487 نسمة بحسب تعداد عام 2000، وبلغ عدد الأسر 184 أسرة وعدد العائلات 128 عائلة مقيمة في القرية. في حين سجلت الكثافة السكانية 1,474.6 نسمة لكل ميل مربع (569.3/كم2). وبلغ عدد الوحدات السكنية 189 وحدة بمتوسط كثافة قدره 572.3 نسمة لكل ميل مربع (221.0/كم2).
وتوزع التركيب العرقي للقرية بنسبة 97.95% من البيض و 2.05% من عرقين مختلطين أو أكثر.
بلغ عدد الأسر 184 أسرة كانت نسبة 34.8% منها لديها أطفال تحت سن الثامنة عشر تعيش معهم، وبلغت نسبة الأزواج القاطنين مع بعضهم البعض 57.1% من أصل المجموع الكلي للأسر، ونسبة 8.7% من الأسر كان لديها معيلات من الإناث دون وجود شريك، وكانت نسبة 29.9% من غير العائلات. تألفت نسبة 26.6% من أصل جميع الأسر من أفراد ونسبة 13.0% كانوا يعيش معهم شخص وحيد يبلغ من العمر 65 عاماً فما فوق. وبلغ متوسط حجم الأسرة المعيشية 3.21، أما متوسط حجم العائلات فبلغ 2.63.
بلغ العمر الوسطي للسكان 36 عاماً. وكانت نسبة 28.7% من القاطنين تحت سن الثامنة عشر، وكانت نسبة 9.2% بين الثامنة عشر والأربعة وعشرون عاماً، ونسبة 26.9% كانت واقعةً في الفئة العمرية ما بين الخامسة والعشرون حتى والأربعة وأربعون عاماً، ونسبة 21.4% كانت ما بين الخامسة والأربعون حتى الرابعة والستون، ونسبة 13.8% كانت ضمن فئة الخامسة والستون عاماً فما فوق. يوجد لكل 100 أنثى 98.8 ذكر، ويوجد لكل 100 أنثى في الثامنة عشر من عمرها فما فوق 91.7 ذكر.
بلغ متوسط دخل الأسرة في القرية 32,500 دولار، أما متوسط دخل العائلة فبلغ 40,156 دولار. وكان متوسط دخل الذكور 30,179 دولار مقابل 19,861 دولار للإناث. وسجل دخل الفرد الخاص بالقرية 11,690 دولار. وكانت نسبة 4.8% من العائلات ونسبة 7.9% من السكان تحت خط الفقر، وكان من هؤلاء نسبة 10.1% تحت سن الثامنة عشر ولا أحد منهم في الخامسة والستين من العمر وما فوق.

### تعداد عام 2010
بلغ عدد سكان فردريكسبورغ 423 نسمة بحسب تعداد عام 2010، وبلغ عدد الأسر 177 أسرة وعدد العائلات 116 عائلة مقيمة في القرية. في حين سجلت الكثافة السكانية 1,244.1 نسمة لكل ميل مربع (480.3/كم2). وبلغ عدد الوحدات السكنية 192 وحدة بمتوسط كثافة قدره 564.7 لكل ميل مربع (218.0/كم2).
وتوزع التركيب العرقي للقرية بنسبة 99.3% من البيض و 0.5% من الأمريكيين ذوي الأصول الآسيوية و 0.2% من عرقين مختلطين أو أكثر.
بلغ عدد الأسر 177 أسرة كانت نسبة 31.1% منها لديها أطفال تحت سن الثامنة عشر تعيش معهم، وبلغت نسبة الأزواج القاطنين مع بعضهم البعض 54.2% من أصل المجموع الكلي للأسر، ونسبة 9.0% من الأسر كان لديها معيلات من الإناث دون وجود شريك، بينما كانت نسبة 2.3% من الأسر لديها معيلون من الذكور دون وجود شريكة وكانت نسبة 34.5% من غير العائلات. تألفت نسبة 29.9% من أصل جميع الأسر من أفراد ونسبة 13.5% كانوا يعيش معهم شخص وحيد يبلغ من العمر 65 عاماً فما فوق. وبلغ متوسط حجم الأسرة المعيشية 2.97، أما متوسط حجم العائلات فبلغ 2.37.
بلغ العمر الوسطي للسكان 33.8 عاماً. وكانت نسبة 24.1% من القاطنين تحت سن الثامنة عشر، وكانت نسبة 9% بين الثامنة عشر والأربعة وعشرون عاماً، ونسبة 28.8% كانت واقعةً في الفئة العمرية ما بين الخامسة والعشرون حتى والأربعة وأربعون عاماً، ونسبة 22.9% كانت ما بين الخامسة والأربعون حتى الرابعة والستون، ونسبة 15.1% كانت ضمن فئة الخامسة والستون عاماً فما فوق. وتوزع التركيب الجنسي للسكان بنسبة 49.4% ذكور و50.6% إناث.